# Claude Antoine Hippolyte de Préval
Pour les articles homonymes, voir Préval (homonymie).
 (décembre 2018).
Si vous disposez d'ouvrages ou d'articles de référence ou si vous connaissez des sites web de qualité traitant du thème abordé ici, merci de compléter l'article en donnant les références utiles à sa vérifiabilité et en les liant à la section « Notes et références ».
Claude Antoine Hippolyte de Préval, né à Salins le 6 novembre 1776 et mort à Paris le 19 janvier 1853, général français de la Révolution et du Premier Empire.

## Révolution et Directoire
Claude Antoine Hippolyte de Préval est issu d'une ancienne famille de la Franche-Comté qui est titrée sous le Premier Empire grâce aux exploits militaires de ce dernier (titré baron en 1808). Puis sa famille obtient un titre de vicomte en 1818 sous la Seconde Restauration. Son père, Claude Antoine de Préval, capitaine et chevalier de Saint-Louis en 1788, est nommé général de brigade en 1794.
Claude de Préval est reçu sous-lieutenant en 1789, et en 1794 il est capitaine commandant de la compagnie d'artillerie de la 42e demi-brigade : il se distingue en avant de Weingarten, près de Spire, et au siège du Rheinschanze à Mannheim, où il est adjoint à l'arme du génie. Considéré comme suspect, fils d'officier général, sa carrière est un moment interrompue ; réintégré dans son grade quelques mois après, il devient adjoint des adjudants-généraux Ducornet et Grandjean. Le général Gouvion-Saint-Cyr lui donne de nombreuses missions de confiance. Au passage du Val d'Enfer en 1796, le capitaine Préval contribue au succès de la journée par une manœuvre des plus hardies.
Chef de bataillon à l'armée d'Italie en 1799, il rend au combat du 6 germinal an VII (26 mars), de si éminents services que le Directoire lui conféra le grade d'adjudant-général. À la bataille de Magnano il commande la brigade de gauche qui a à lutter contre des forces quadruples, contient pendant six heures un corps ennemi considérable, et lui enlève un bataillon de grenadiers et six pièces de canon. À la journée de Novi, chargé de reconnaître la position et les mouvements de l'ennemi, il fait preuve d'une rare sagacité en annonçant que les mouvements signalés sont ceux d'une bataille générale. Il se trouve aux côtés du général Joubert, lorsque ce dernier est atteint d'un coup mortel, et se porte intrépidement en avant à la tête de quelques tirailleurs. Moreau, ayant repris le commandement en chef, conserve Préval auprès de lui et l'emploie à diverses reconnaissances.

## Consulat
Vers la fin de 1799 l'adjudant-général Préval exerce à Nice les fonctions de sous-chef de l'état-major général de l'armée. On sait quelle est alors la déplorable situation des armées françaises : les soldats, sans solde et sans pain, se débandent et menacent de rentrer en France. Par sa fermeté et son énergie, Préval retient sous les drapeaux plus de 4 000 soldats exaspérés. Chef d'état-major du général Suchet, il est du plus utile secours à cet illustre chef dans sa retraite sur Nice et dans sa campagne du Var. Suchet demande pour lui le grade de général de brigade que Masséna s'empresse d'accorder ;  mais Préval croit devoir refuser cet avancement et sollicite le commandement d'un régiment. Ce n'est pourtant qu'après la campagne de l'an IX (1801) qu'il est mis à la tête du 3e régiment de cuirassiers à Pignerol. De 1802 à 1803 le colonel Préval est employé dans la 1re division. C'est à cette époque qu'il jette les premiers fondements de sa réputation comme écrivain militaire, en adressant au premier Consul divers mémoires sur la guerre. Sous le Consulat, il refuse d'être le rapporteur de la commission militaire chargée de juger le duc d'Enghien.

## Empire
À la bataille d'Austerlitz son régiment se conduit avec une intrépidité qui mérite les éloges des généraux Murat et Nansouty, et l'Empereur récompense sa brillante conduite en le nommant commandeur de la Légion d'honneur. 
À la bataille d'Iéna le colonel Préval se distingue de nouveau et est choisi pour faire capituler la garnison d'Erfurt. Après la bataille de Pułtusk le 26 décembre 1806, il est promu général de brigade le 31 décembre 1806. En 1809 l'Empereur lui confie la formation et l'inspection des régiments provisoires de cavalerie réunis sur le Rhin, l'appelle ensuite au Conseil d'État, et l'emploie en 1810 en qualité d'inspecteur général d'armes.
L'Empereur qui apprécie son aptitude pour l'organisation militaire, l'emploie à ce service et lui refuse l'autorisation de rejoindre l'armée active. Son inspection et son action s'étendent aux provinces Rhénanes, à la Belgique, à l'Alsace, à la Lorraine et à la Franche-Comté. Les graves événements de 1813 suspendent sa mission d'organisation, il est chargé du commandement supérieur du grand-duché de Francfort. À la tête de 5 000 hommes d'infanterie et de 1 200 de cavalerie, il parvient pendant plusieurs jours à arrêter l'avant-garde de l'armée bavaroise qui s'avançait sur Hanau ; mais forcé, par des ordres réitérés du duc de Valmy, de faire sa retraite sur Mayence, il prend position à Hochheim am Main, dans la nuit qui précède la bataille de Hanau qu'on est loin de prévoir, et perd ainsi le fruit de sa brillante conduite en avant de cette ville et dans le commandement de Francfort. 
Au moment de l'invasion, l'Empereur le charge d'organiser les forces françaises dans le Jura ; mais la marche rapide de l'ennemi rend inutile toute organisation de résistance. En février 1814 il est chargé de la remonte de la cavalerie à Versailles, puis d'organiser la résistance en Normandie. Le 10 mai suivant, Louis XVIII lui confère le grade de lieutenant-général, le nomme membre du Conseil de la Guerre, puis chef d'état-major général de la gendarmerie.

## Restauration

Armes des Préval (Règlement de 1818)

Pendant les Cent-Jours, il est d'abord porté sur une liste d'exil, puis l'Empereur, qui connait son étonnante activité, lui confie la haute direction de la réorganisation de la cavalerie, fonctions qu'il conserve jusqu'en septembre. À cette époque il est mis en disponibilité, rappelé en 1817 et remplacé en 1819, à la retraite de Gouvion-Saint-Cyr.
Pendant huit années, le général de Préval, compose dans sa retraite près de Blois plusieurs ouvrages militaires. Le 17 février 1828, il est appelé à faire partie du Conseil supérieur de la guerre. En 1830, le maréchal Soult s'associe le général de Préval et lui confie en décembre la direction de la cavalerie, et en 1831 la direction de l'infanterie. Nommé en 1832 président du Comité d'infanterie et de cavalerie, il se livre à une suite de travaux remarquables et, à l'organisation de Comité, il continue ses fonctions d'inspecteur général de cavalerie pendant les années 1833, 1836 et 1837. Vers la fin de cette année, il est élevé à la pairie et nommé président du Comité de la guerre au Conseil d'État, en remplacement du savant Mathieu Dumas.
Les ouvrages spéciaux du général Préval lui ont acquis une réputation européenne. Il est grand-croix de la Légion d'honneur, chevalier de Saint-Louis et de l'ordre de la Couronne de fer, grand-croix de l'ordre de Saint-Joseph de Wurtzbourg.